# Helen Brewster Owens
 Helen Brewster Owens  (* 2. April 1881 in Pleasanton (Kalifornien); † 6. Juni 1968 in Martinsburg (West Virginia)) war eine US-amerikanische Mathematikerin, Hochschullehrerin und Frauenrechtlerin.

## Leben und Forschung
Brewster Owens wurde als Tochter einer Lehrerin und Präsidentin der Linn County Women’s Suffrage Association geboren, womit bereits als kleines Kind ihr Interesse am Frauenwahlrecht geweckt wurde, als sie ihre Mutter 1893 zur County Fair begleitete. 1900 erhielt sie ihren Bachelor-Abschluss an der University of Kansas und ihren Master-Abschluss in Mathematik im folgenden Jahr. Während ihres Studiums an der University of Kansas unterrichtete sie auch Mathematik an der High School in Lawrence (Kansas). 1904 heiratete sie ihren Kommilitonen, den Mathematiker Frederick William Owens, mit dem sie nach Chicago zog, wo 1905 ihre erste Tochter geboren wurde. Sie setzte mit ihrem Ehemann das Studium an der University of Chicago fort. 1908 wurde eine zweite Tochter geboren und sie promovierte 1910 in Mathematik an der Cornell University bei Virgil Snyder mit der Dissertation: Conjugate Line Congruences of the Third Order Defined by a Family of Quadrics. Von 1910 bis 1912 unterrichtete sie Mathematik an der Vorbereitungsschule der Universität in Ithaka und 1914 wurde sie Assistenzprofessorin für Mathematik am Wells College in Aurora, Cayuga County, New York. Von 1917 bis 1922 war sie Dozentin an der Cornell University. 1926 wurde ihr Ehemann zum Leiter der mathematischen Abteilung der Pennsylvania State University ernannt, und die Familie zog nach Pennsylvania. 1935 wurde sie zur Mitherausgeberin des American Mathematical Monthly ernannt und von 1941 bis zu ihrer Pensionierung 1949 lehrte sie als Assistenzprofessorin an der Pennsylvania State University. Über ihr Leben nach ihrer Pensionierung ist wenig bekannt. Frederick Owens starb 1961 und sie starb 1969 in Martinsburg, West Virginia.

## Arbeit zum Frauenwahlrecht
Sie trat in die Fußstapfen ihrer Mutter und begann ihre Wahlrechtsarbeit um 1909. 1910 wurde sie zur Vorsitzenden des Resolutions Committee der New York State Woman Suffrage Association gewählt. 1911 kehrte sie nach Kansas zurück und sprach auf Kundgebungen über das Frauenwahlprogramm. Kurz nach ihrer Rückkehr nach Ithaka wurde sie von Anna Howard Shaw, Präsidentin der National American Woman Suffrage Association, gebeten, als ihre persönliche Vertreterin nach Kansas zurückzukehren. Sie blieb 1912 in Kansas und sprach in 96 der 105 State Counties. Die Wähler von Kansas verabschiedeten die Wahlrechtsänderung mit 16.000 Stimmen, die größte Mehrheit, die bis zu diesem Zeitpunkt von einem Staat für die Änderung gegeben wurde. Von 1913 bis 1915 arbeitete sie für die Verabschiedung der Wahlrechtsänderung im Bundesstaat New York. Die Änderung wurde 1915 in New York abgelehnt, aber Carrie Chapman Catt führte eine zweite Kampagne an, die 1917 die erforderlichen Stimmen in diesem Staat gewann.
1936 begann Owens mit ihren umfangreichen Forschungen über Frauen in Mathematik und Naturwissenschaften. Für ein Sektionsmeeting der American Mathematical Society an der Pennsylvania State University 1937 organisierte sie ein Meeting, um die Frauen zu ehren, die Pionierarbeit in der Forschung in der Mathematik geleistet hatten. Ehrengäste waren Winifred Edgerton Merrill, Mary Winston Newson, Clara Eliza Smith und Clara Latimer Bacon. Als Teil ihrer Forschung schickte sie einen Fragebogen an viele der in Mathematik promovierten Frauen und einen zweiten Fragebogen verschickte sie 1940 mit einem Brief, in dem Kopien der Forschungsarbeiten angefordert wurden für den Centennial Congress für Frauen als auch für das World Center for Women’s Archives. Ein Großteil dieses Materials sowie andere Artikel von ihr über die Wahlrechtsbewegung sind jetzt in der Schlesinger Library zur Geschichte der Frau in Amerika am Radcliffe College erhältlich.

## Mitgliedschaften
- American Mathematical Society
- MAA
- Sigma Delta Epsilon
- American Association of University Women
- Sigma Xi
- Pi Mu Epsilon

## Veröffentlichungen (Auswahl)
- 1902:Brewster, H. B.: On collineations of space which leave invariant a quadric surface. Kansas Univ. Sci. Bull. 1.
- 1913: Conjugate line congruences of the third order defined by a family of quadrics. Amer. J. Math. 35.
- 1936: mit F. W. Owens. A directory of mathematics clubs in colleges and universities of the United States and Canada. Amer. Math. Monthly 43.
- 1936: mit F. W. Owens: Kappa Mu Epsilon. Amer. Math. Monthly 43.
- 1936: mit F. W. Owens. Kappa Mu Epsilon of Northeastern Teachers College, Oklahoma. Amer. Math. Monthly 43.